# Data wykonania
Data wykonania (data realizacji, data wygaśnięcia) – na rynku finansowym jest to przyszła data lub kilka dat w których może dojść do wykonania kontraktu terminowego. Data ta zostaje ustalona w momencie podpisania kontraktu terminowego. Jest jednym z podstawowych parametrów niezbędnych do podpisania kontraktu terminowego.

## Oznaczenia dat wykonania na rynku giełdowym
Na giełdach kontrakty terminowe i opcje wygasają co miesiąc lub co 3 miesiące. Dlatego też doszło do standaryzacji oznaczeń dat wykonania.
| Miesiąc     | Litera |
| ----------- | ------ |
| Styczeń     | F      |
| Luty        | G      |
| Marzec      | H      |
| Kwiecień    | J      |
| Maj         | K      |
| Czerwiec    | M      |
| Lipiec      | N      |
| Sierpień    | Q      |
| Wrzesień    | U      |
| Październik | V      |
| Listopad    | X      |
| Grudzień    | Z      |

| Miesiąc     | Litera opcji kupna | Litera opcji sprzedaży |
| ----------- | ------------------ | ---------------------- |
| Styczeń     | A                  | M                      |
| Luty        | B                  | N                      |
| Marzec      | C                  | O                      |
| Kwiecień    | D                  | P                      |
| Maj         | E                  | Q                      |
| Czerwiec    | F                  | R                      |
| Lipiec      | G                  | S                      |
| Sierpień    | H                  | T                      |
| Wrzesień    | I                  | U                      |
| Październik | J                  | V                      |
| Listopad    | K                  | W                      |
| Grudzień    | L                  | X                      |